# Camas Tuath
Camas Tuath (que en gaélico escocés quiere decir: Bahía del norte) es una bahía de entrada en el Ross de Mull, en Escocia, al norte del  Reino Unido.
La bahía tiene dos pequeñas islas de marea y dos casas Quarrymans, que se arriendan en la Comunidad de Iona como un campamento de aventura. Es accesible por un camino de páramo de 2,4 km a pie y en barco. 
Camas tiene un jardín orgánico que en los últimos años ha sido cuidado por diversos jardineros. El jardín inferior tiene un polytunnel dentro del cual crece la lechuga, tomates y otras verduras.